# Querstraße 9 (Böckingen)

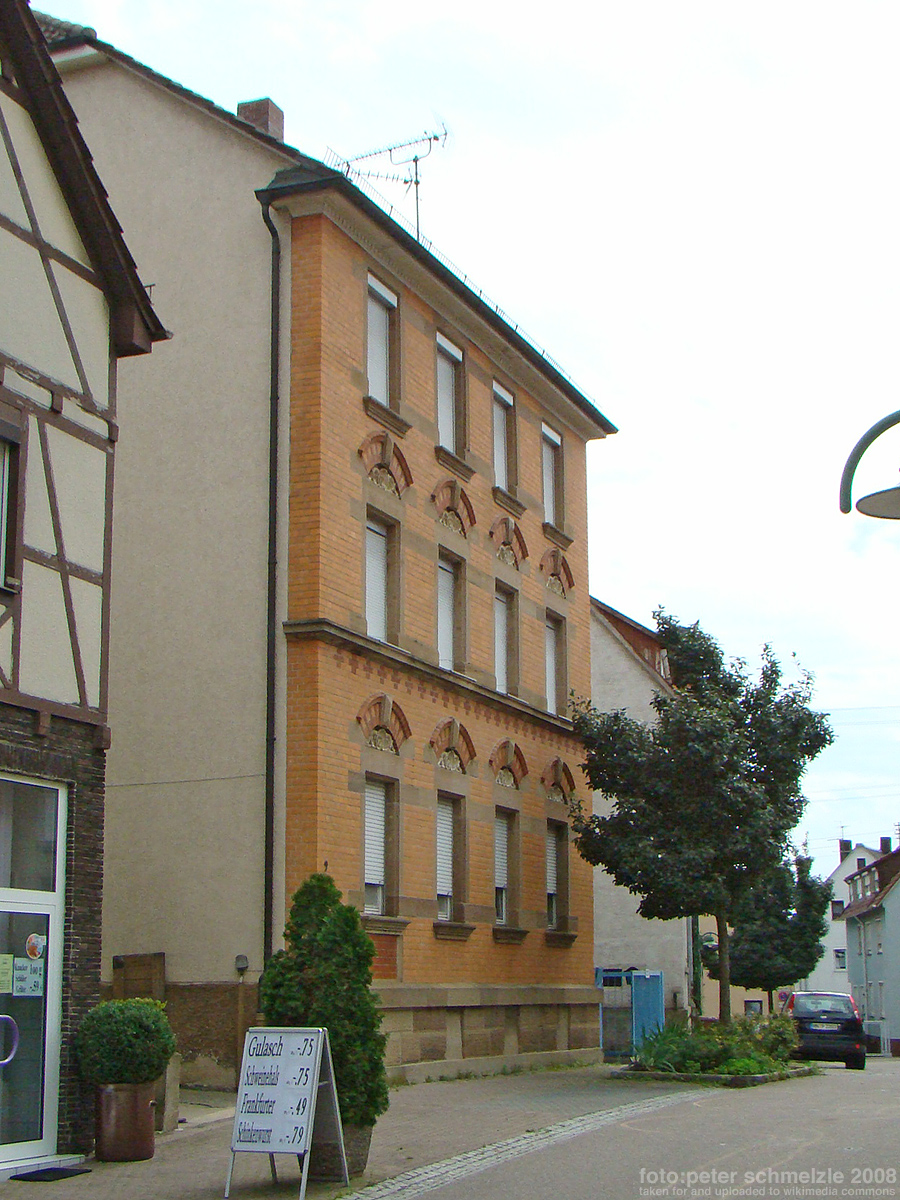
Querstraße 9 in Heilbronn-Böckingen

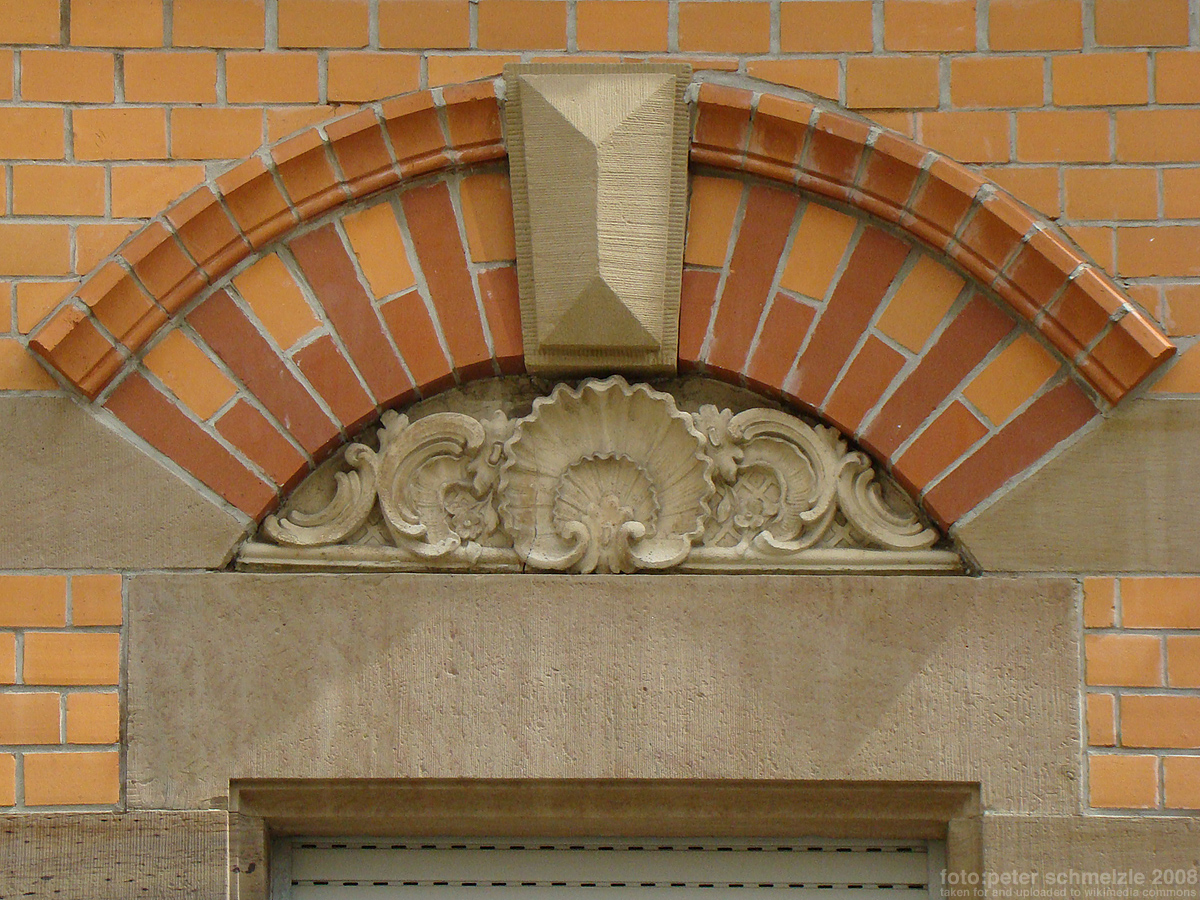
Dekoration im Fenstersturz im Stil des Rokoko

Das Mietshaus Querstraße 9 im Heilbronner Stadtteil Böckingen ist ein privater Profanbau, der nach Plänen des Architekten August Mogler im Jahre 1903 errichtet worden ist. Bemerkenswert ist die aufwändig gearbeitete Dekoration im Fenstersturz im Stil des Rokoko. Das denkmalgeschützte Gebäude gilt als Kulturdenkmal.
Das Mietshaus mit Laden ist ein dreistöckiger Bau, wobei die Gestaltung der Schaufassade zur Straße hin mit Ornamenten im Stil des Rokoko erfolgt ist.